# Надприродний дар
Надприродний дар — у християнському богослов'ї це дар Божий⁣, який дається людині, що перевищує всі сили створеної природи. Його прикладами є дар благодаті, який дозволяє людині досягти спасіння, попри первородний гріх, або надприродного зцілення, дара пророцтва, дара віри та інших.

## Дивитися також
- Духовні дари
- Надприродне